# E45A (Ecuador)
Die E45A oder Troncal Amazónica Alterna (spanisch Alternative Nord-Süd-Straße des Amazonas) ist eine nationale Straße in Ecuador. Die Straße verläuft von Nueva Loja nach Cotundo und ist 85 Kilometer lang.